# Lichnia gallardoi
Lichnia gallardoi là một loài bọ cánh cứng trong họ Glaphyridae. Loài này được Gutierrez Alonso miêu tả khoa học năm 1943.